# Амфитеја
Амфитеја је у грчкој митологијији било име више личности.

## Митологија
1. Према Аполодору, била је Пронактова кћерка, краљица Аргоса, која се удала за Адраста. Родила му је Аргију, Дејпилу, Егијалеју, Егијалеја и Кијанипа.[1] Неки извори наводе да је кћерки ипак било четири.[2]
2. Аполодор је писао и о супрузи краља Ликурга у Немеји, која је имала сина Офелта.[1]
3. Поново према Аполодору, али и у Хомеровој „Одисеји“, Аутоликова супруга и Антиклејина и Полимедина мајка.[1]
4. Према Плутарху, супруга Еола, бога ветра, коме је родила шест кћери и шест синова, међу којима и Макара.[1]